# Lumbricillus minutus
Lumbricillus minutus är en ringmaskart som först beskrevs av Cornelius Herman Muller 1776.  Lumbricillus minutus ingår i släktet Lumbricillus och familjen småringmaskar. Inga underarter finns listade i Catalogue of Life.